# شعب الدمينة (أسلم)

تعديل مصدري - تعديل

شعب الدمينة هي إحدى قرى عزلة أسلم الشام بمديرية أسلم التابعة لمحافظة حجة، بلغ تعداد سكانها 47 نسمة حسب تعداد اليمن لعام 2004.